# Caputira
Caputira is een gemeente in de Braziliaanse deelstaat Minas Gerais. De gemeente telt 9.157 inwoners (schatting 2009).

## Aangrenzende gemeenten
De gemeente grenst aan Abre-Campo, Manhuaçu, Matipó, Raul Soares en Vermelho Novo.